# فضولي (مدينة)
فضولي (بالأذرية: Füzuli), (بالأرمنية: Varanda)‏ هي مدينة وعاصمة مقاطعة فضولي في أذربيجان. احتلت القوات الأرمينية المدينة في 23 أغسطس من عام 1993 خلال حرب مرتفعات قرة باغ ومنذ ذلك الحين وهي تدار جزءًا من هادروت في جمهورية مرتفعات قرة باغ.
في 17 أكتوبر عام 2020 أثناء حرب مرتفعات قرة باغ 2020 أعلنت أذربيجان السيطرة على مدينة فضولي نتيجة للعمليات العسكرية التي قامت بها القوات المسلحة الأذربيجانية. كما أعلن الرئيس الأذربيجاني إلهام علييف بأن قوات جيشه استعادت السيطرة على مدينة فضولي، إضافة إلى سبعة قرى في محيطها في إقليم قره باغ.

## أسماء المواقع الجغرافية
في 2 أبريل 1959 ، أعيدت تسميته تكريما للشعر الأذربيجاني الكلاسيكي محمد فضولي.

## أعلام
- صالاحات أغاييف
- رؤوف علييف
- جارا جاراييف